# 中潮镇
中潮镇，是中华人民共和国贵州省黔东南苗族侗族自治州黎平县下辖的一个乡镇级行政单位。

## 行政区划
中潮镇下辖以下地区：
中潮社区、上黄村、长春村、潘老寨村、潘老厂村、口团村、中潮村、廖湾村、佳所村、坪坝村、杨庄村、尹所村、黄堡村、兴隆村和漂洞村。